# Tiszatardos
Tiszatardos là một thị trấn thuộc hạt Borsod-Abaúj-Zemplén, Hungary. Thị trấn này có diện tích 8,93 km², dân số năm 2010 là 235 người, mật độ 26 người/km².